# .br
.br (Brasil) é o domínio de topo para país (ccTLD) delegado ao Brasil na Internet. Em 2013, é uma das 10 extensões de país com maior número de registros, com mais de 5,0 milhões de nomes de domínios.

## Histórico
Criado e delegado ao Brasil em 18 de abril de 1989 por Jon Postel, o domínio era, inicialmente, operado de forma manual pelo Registro.br e administrado pela Fundação de Amparo à Pesquisa do Estado de São Paulo (FAPESP). Essencialmente, apenas pesquisadores e as instituições às quais eles pertenciam tinham interesse e condições em se integrar à nova rede e, portanto, em registrar um domínio sob o .br.
Na época, as redes predominantes no cenário acadêmico brasileiro eram a BITNET (Because It’s Time NETwork), a HEPnet (High Energy Physics Network) e a UUCP (Unix-to-Unix Copy Program). Assim, antes mesmo da conexão brasileira à Internet, que se daria em 1991, o domínio foi utilizado para identificar as máquinas que participavam das redes já utilizadas pelos acadêmicos.
Em 1995, o Comitê Gestor da Internet no Brasil (CGI.br) foi criado para, entre outros objetivos, coordenar a atribuição de endereços Internet (IPs) e o registro de nomes de domínios .br. O DNS (Domain Name System) brasileiro que, em 1996, começava o ano com 851 domínios registrados, experimentava um crescimento vertiginoso com a chegada em massa de empresas, provedores e mídia à Internet. O sistema de registro foi automatizado em 1997 e contou com desenvolvimento interno de software aberto.
Em 2005, o CGI.br criou seu próprio braço executivo, o Núcleo de Informação e Coordenação do Ponto BR (NIC.br), que exerce atualmente tanto a função administrativa quanto operacional dos registros.
Em 2017, contas associadas com registros de DNS de bancos brasileiros foram comprometidas. Pesquisadores da Kaspersky sugeriram que uma vulnerabilidade no site do NIC.br teria permitido o comprometimento do mesmo. O NIC.br admitiu a vulnerabilidade, mas o Diretor de Tecnologia à época, Frederico Neves, negou que aquele teria sido invadido, apesar de admitir que as contas foram comprometidas.

## Registro de domínios
Para registrar quaisquer domínios sob o .br, é necessário entrar em contato com o site www.registro.br. Entidades legalmente estabelecidas no Brasil como pessoa jurídica (instituição) ou física (profissional liberal e pessoas físicas) que possua um contato em território nacional podem registrar domínios. Empresas estrangeiras que possuam um procurador legalmente estabelecido no Brasil também podem fazê-lo, seguindo regras específicas.
O registro de domínios com caracteres especiais em português (à, á, â, ã, é, ê, í, ó, ô, õ, ú, ü e ç) é aceito desde 2005.

### Regras sintáticas do Registro .br
- Tamanho mínimo de 2 e máximo de 26 caracteres, não incluindo a categoria, por exemplo: no domínio XXXX.COM.BR esta limitação se refere ao "XXXX".
- Caracteres válidos são [A-Z;0-9], o hífen e os seguintes caracteres acentuados: à, á, â, ã, é, ê, í, ó, ô, õ, ú, ü, ç.[7]
- Não pode conter somente números.
- Para fins de registro, estabelece-se uma equivalência na comparação de nomes de domínio. O mapeamento será realizado convertendo-se os caracteres acentuados e o cedilha, respectivamente, para suas versões não acentuadas e o "c", e descartando os hifens. Somente será permitido o registro de um novo domínio quando não houver equivalência a um domínio preexistente, ou quando o solicitante for a mesma entidade detentora do domínio equivalente.

Observação: Especificamente para o domínio .NOM.BR é necessário a escolha de 2 nomes, ou seja: NOME1.NOME2.NOM.BR.

### Domínios de Primeiro Nível (DPNs)
Domínios de primeiro nível (DPNs) sob o .br definem a categoria de um domínio registrado. Por exemplo, os endereços .com.br são designados para a categoria de sites sobre comércio enquanto os .org.br são destinados às organizações não governamentais.
Até o ano 2000, entidades de ensino superior eram autorizadas a registrar domínios diretamente sob a raiz .br (exemplo: ufmg.br, usp.br), processo que foi alterado com a criação do .edu.br e o fechamento da raiz. Poucas exceções receberam autorização para usar domínios diretamente abaixo .br como primeiro nível até o final de 2000.
Atualmente, existem 97 DPNs sob o .br:
| DPN          | Finalidade | Categoria | DNSSEC      |
| ------------ | --- | --- | ----------- |
| app.br       | Aplicativos | Genérico | Disponível  |
| com.br       | Atividades comerciais | Genérico | Disponível  |
| dev.br       | Desenvolvedores e Plataformas de Desenvolvimento | Genérico | Disponível  |
| net.br       | Atividades comerciais | Genérico | Disponível  |
| emp.br       | Pequenas e micro-empresas | Genérico | Disponível  |
| eco.br       | Atividades com foco eco-ambiental | Genérico | Disponível  |
| log.br       | Transportes e Logistica | Genérico | Disponível  |
| seg.br       | Segurança | Genérico | Disponível  |
| tec.br       | Tecnologia | Genérico | Disponível  |
| org.br       | Atividades não governamentais individuais ou associativas | Genérico, porém registros sob um nome idêntico a um domínio .org.br só pode ser realizado pelo titular do domínio já existente | Disponível  |
| agr.br       | Empresas agrícolas, fazendas | Pessoas Jurídicas - sem restrição                                                                                              | Disponível  |
| am.br        | Empresas de radiodifusão sonora | Pessoas Jurídicas - com restrição                                                                                              | Disponível  |
| art.br       | Artes: música, pintura, folclore | Pessoas Jurídicas - sem restrição                                                                                              | Disponível  |
| b.br         | Bancos | Pessoas Jurídicas - DNSSEC obrigatório                                                                                         | Obrigatório |
| bib.br       | Bibliotecários / Biblioteconomistas | Profissionais Liberais | Disponível  |
| coz.br       | Bibliotecários / Biblioteconomistas | Profissionais Liberais | Disponível  |
| des.br       | "Designers" e Desenhistas | Profissionais Liberais | Disponível  |
| det.br       | "Detetives / Investigadores Particulares | Profissionais Liberais | Disponível  |
| enf.br       | "Profissionais de Enfermagem | Profissionais Liberais | Disponível  |
| geo.br       | "Geólogos | Profissionais Liberais | Disponível  |
| rep.br       | "Representantes Comerciais | Profissionais Liberais | Disponível  |
| coop.br      | Cooperativas | Pessoas Jurídicas - com restrição                                                                                              | Disponível  |
| cri.br       | Cartórios de Registro Imobiliário (Exige-se Autorização da Associação de Registradores Imobiliários de São Paulo) | Pessoas Jurídicas - com restrição DNSSEC obrigatório                                                                           | Disponível  |
| def.br       | Defensorias Públicas (Exige-se Autorização do Colégio Nacional dos Defensores Públicos Gerais) | Pessoas Jurídicas - com restrição DNSSEC obrigatório                                                                           | Disponível  |
| edu.br       | Entidades de ensino superior | Universidades | Disponível  |
| bet.br       | Jogos de apostas | Pessoas Jurídicas - com restrição                                                                                              | Disponível  |
| esp.br       | Esporte em geral | Pessoas Jurídicas - sem restrição                                                                                              | Disponível  |
| far.br       | Farmácias e drogarias | Pessoas Jurídicas - sem restrição                                                                                              | Disponível  |
| fm.br        | Empresas de radiodifusão sonora | Pessoas Jurídicas - com restrição                                                                                              | Disponível  |
| g12.br       | Entidades de ensino de primeiro e segundo grau | Pessoas Jurídicas - com restrição                                                                                              | Disponível  |
| gov.br       | Entidades do governo federal | Pessoas Jurídicas - com restrição                                                                                              | Disponível  |
| imb.br       | Imobiliárias | Pessoas Jurídicas - sem restrição                                                                                              | Disponível  |
| ind.br       | Indústrias | Pessoas Jurídicas - sem restrição                                                                                              | Disponível  |
| inf.br       | Meios de informação (rádios, jornais, bibliotecas, etc.) | Pessoas Jurídicas - sem restrição                                                                                              | Disponível  |
| jus.br       | Entidades do Poder Judiciário | Pessoas Jurídicas - DNSSEC obrigatório                                                                                         | Obrigatório |
| leg.br       | Entidades do Poder Legislativo | Pessoas Jurídicas - DNSSEC obrigatório                                                                                         | Obrigatório |
| mp.br        | Entidades do Ministério Público | Pessoas Jurídicas - DNSSEC obrigatório                                                                                         | Obrigatório |
| mil.br       | Forças Armadas Brasileiras | Pessoas Jurídicas - com restrição                                                                                              | Disponível  |
| org.br       | Entidades não governamentais sem fins lucrativos | Pessoas Jurídicas - com restrição                                                                                              | Disponível  |
| psi.br       | Provedores de serviço Internet | Pessoas Jurídicas - com restrição                                                                                              | Disponível  |
| radio.br     | Entidades que queiram enviar áudio pela rede | Pessoas Jurídicas - sem restrição                                                                                              | Disponível  |
| rec.br       | Atividades de entretenimento, diversão, jogos, etc. | Pessoas Jurídicas - sem restrição                                                                                              | Disponível  |
| srv.br       | Empresas prestadoras de serviços | Pessoas Jurídicas - sem restrição                                                                                              | Disponível  |
| tmp.br       | Eventos temporários, como feiras e exposições | Pessoas Jurídicas - sem restrição                                                                                              | Disponível  |
| tur.br       | Entidades da área de turismo | Pessoas Jurídicas - sem restrição                                                                                              | Disponível  |
| tv.br        | Empresas de radiodifusão de sons e imagens | Pessoas Jurídicas - sem restrição                                                                                              | Disponível  |
| etc.br       | Entidades que não se enquadram nas outras categorias | Pessoas Jurídicas - sem restrição                                                                                              | Disponível  |
| adm.br       | Administradores | Profissionais liberais | Disponível  |
| adv.br       | Advogados | Profissionais liberais | Disponível  |
| arq.br       | Arquitetos | Profissionais liberais | Disponível  |
| ato.br       | Atores | Profissionais liberais | Disponível  |
| bio.br       | Biólogos | Profissionais liberais | Disponível  |
| bmd.br       | Biomédicos | Profissionais liberais | Disponível  |
| cim.br       | Corretores | Profissionais liberais | Disponível  |
| cng.br       | Cenógrafos | Profissionais liberais | Disponível  |
| cnt.br       | Contadores | Profissionais liberais | Disponível  |
| ecn.br       | Economistas | Profissionais liberais | Disponível  |
| eng.br       | Engenheiros | Profissionais liberais | Disponível  |
| eti.br       | Especialista em Tecnologia da Informação | Profissionais liberais | Disponível  |
| fnd.br       | Fonoaudiólogos | Profissionais liberais | Disponível  |
| fot.br       | Fotógrafos | Profissionais liberais | Disponível  |
| fst.br       | Fisioterapeutas | Profissionais liberais | Disponível  |
| ggf.br       | Geógrafos | Profissionais liberais | Disponível  |
| jor.br       | Jornalistas | Profissionais liberais | Disponível  |
| leilao.br    | Leiloeiros com restrição | Profissionais liberais | Disponível  |
| lel.br       | Leiloeiros | Profissionais liberais | Disponível  |
| mat.br       | Matemáticos e Estatísticos | Profissionais liberais | Disponível  |
| med.br       | Médicos | Profissionais liberais | Disponível  |
| mus.br       | Músicos | Profissionais liberais | Disponível  |
| not.br       | Notários | Profissionais liberais | Disponível  |
| ntr.br       | Nutricionistas | Profissionais liberais | Disponível  |
| odo.br       | Dentistas | Profissionais liberais | Disponível  |
| ppg.br       | Publicitários e profissionais da área de propaganda e marketing | Profissionais liberais | Disponível  |
| pro.br       | Professores | Profissionais liberais | Disponível  |
| psc.br       | Psicólogos | Profissionais liberais | Disponível  |
| qsl.br       | Rádio amadores | Profissionais liberais | Disponível  |
| slg.br       | Sociólogos | Profissionais liberais | Disponível  |
| taxi.br      | Taxistas | Profissionais liberais | Disponível  |
| teo.br       | Teólogos | Profissionais liberais | Disponível  |
| trd.br       | Tradutores | Profissionais liberais | Disponível  |
| vet.br       | Veterinários | Profissionais liberais | Disponível  |
| zlg.br       | Zoólogos | Profissionais liberais | Disponível  |
| blog.br      | Web logs | Pessoas físicas | Disponível  |
| flog.br      | Foto logs | Pessoas físicas | Disponível  |
| nom.br       | Pessoas Físicas | Pessoas físicas | Disponível  |
| vlog.br      | Vídeo logs | Pessoas físicas | Disponível  |
| can.br       | Candidatos em eleições políticas de níveis federal, estadual e municipal | Pessoas físicas | -           |
| wiki.br      | Páginas do tipo 'wiki' | Pessoas físicas | Disponível  |
| abc.br       | ABC Paulista | Cidades | Disponível  |
| aju.br       | Aracaju | Cidades | Disponível  |
| belem.br     | Belém | Cidades | Disponível  |
| bsb.br       | Brasília | Cidades | Disponível  |
| cuiaba.br    | Cuiabá | Cidades | Disponível  |
| joinville.br | Joinville | Cidades | Disponível  |
| floripa.br   | Florianópolis | Cidades | Disponível  |
| fortal.br    | Fortaleza | Cidades | Disponível  |
| goiania.br   | Goiânia | Cidades | Disponível  |
| gru.br       | Guarulhos | Cidades | Disponível  |
| jampa.br     | João Pessoa | Cidades | Disponível  |
| londrina.br  | Londrina | Cidades | Disponível  |
| macapa.br    | Macapá | Cidades | Disponível  |
| maceio.br    | Maceió | Cidades | Disponível  |
| natal.br     | Natal | Cidades | Disponível  |
| niteroi.br   | Niterói | Cidades | Disponível  |
| osasco.br    | Osasco | Cidades | Disponível  |
| palmas.br    | Palmas | Cidades | Disponível  |
| poa.br       | Porto Alegre | Cidades | Disponível  |
| recife.br    | Recife | Cidades | Disponível  |
| rio.br       | Rio de Janeiro | Cidades | -           |
| riobranco.br | Rio Branco | Cidades | Disponível  |
| salvador.br  | Salvador | Cidades | Disponível  |
| sjc.br       | São José dos Campos | Cidades | Disponível  |
| udi.br       | Uberlândia | Cidades | Disponível  |
| vix.br       | Vitória | Cidades | Disponível  |
| aparecida.br | Aparecida | Cidades | Disponível  |
| pvh.br       | Porto Velho | Cidades | Disponível  |
| .br          | destinado às instituições de ensino superior e às de pesquisa, que se inscrevem diretamente sob este domínio; este DPN "implícito" é equivalente ao ".edu" norte-americano. Exige-se a apresentação do comprovante de inscrição no Cadastro Geral de Contribuintes do Ministério da Fazenda (CGC/MF) e a comprovação da atividade específica, não mais em utilização, substituído para .edu.br. | Grupo Pessoa Jurídica | Disponível  |